# Jasminocereus
Jasminocereus (que significa "cereus com un gessamí", fent referència a les seves flors, és un gènere de cactus. És originari de les illes Galàpagos, és difícil de cultivar perquè, per llei, no es poden treure les llavors de les Galàpagos.